# Анна-Вероника
«Анна-Вероника» —  роман Герберта Джорджа Уэллса, выпущенный в 1909 году. Посвящён теме женской эмансипации, из-за чего в своё время вызывал сенсацию.

## Сюжет
В сюжете романа рассказывается о наивной девочке, которая хочет стать женщиной. Читатели бурно отреагировали на роман, позицию писателя восприняли как вызов моральным устоям и поддержку эмансипации женщин.